# 孔多里克尼亞山 (蘭帕區)
15°27′58″S 70°29′58″W / 15.46611°S 70.49944°W
孔多里克尼亞山（Kuntur Ikiña），是秘魯的山峰，位於該國東南部普諾大區，由蘭帕省的蘭帕區負責管轄，屬於安地斯山脈的一部分，海拔高度4,800米。